# 91-я дивизия (Япония)
91-я дивизия (яп. 第91師団) — пехотная дивизия Императорской армии Японии.Сформирована 12 апреля 1944 года на острове Парамушир. Основной задачей было противодействие возможным высадкам Союзников на принадлежавших тогда Японии островах Тисима (Курильских островах).
В состав дивизии входили:
- 73-я пехотный пехотная бригада
- 31-й полк ПВО
- Крепостной артполк
- 11-й танковый полк
- Гарнизон военно-морской базы Катаока
- Аэродромная команда

Распущена после окончания Второй мировой войны.

## Базирование
91-я дивизия была присоединена к 27-й армии после её формирования. Гарнизон дивизии находился в районе Шумшу и Шиашкотана на Курильских островах, где располагалась крепость Кита-Чисима со штабом на Шумшу. К середине августа 1945 года 91-я дивизия имела около 8500 солдат на Шумшу и ещё 15 000 на соседнем Парамушире, а также 77 танков. Силы дивизии на двух островах могли усиливать друг друга по мере необходимости.